# Soudaine
La Soudaine est une rivière française du département de la Corrèze, affluent rive droite de la Vézère et sous-affluent de la Dordogne.

## Géographie
La Soudaine prend naissance vers 685 mètres d'altitude, à 500 mètres environ à l'est du village de Saint-Hilaire-les-Courbes. 
Elle traverse l'étang de Saint-Hilaire, passe à l'est du bourg de Chamberet puis à l'ouest du village de Soudaine-Lavinadière. Environ trois kilomètres plus au sud, elle rejoint la Vézère en rive droite vers 345 mètres d'altitude, en aval du moulin de la Peyre et en amont du barrage hydroélectrique de Peyrissac, lieux situés sur la Vézère.
Sa longueur est de 25,8 kilomètres et son bassin versant s'étend sur 102 km2. La totalité de son parcours s'effectue sur le territoire du parc naturel régional de Millevaches en Limousin.

### Affluents
La Soudaine comporte douze affluents répertoriés par le Sandre, le plus long avec 10,3 kilomètres étant le ruisseau de la Cassière (ou ruisseau de Pauliat) en rive gauche.

### Hydrologie
Pendant 15 ans, de 1990 à 2005, le débit de la Soudaine a été observé à la station hydrologique de Soudaine-Lavinadière. À cet endroit, la superficie du bassin versant est de 78 km2 et représente 76 % de celui de l'ensemble du cours d'eau.
Le module y est de 1,86 m3/s. 
La Soudaine présente des fluctuations saisonnières de débit, avec une période de hautes eaux caractérisée par un débit mensuel moyen évoluant dans une fourchette de 1,89 à 3,26 m3/s, de novembre à mai inclus (avec un maximum en janvier). La période des basses eaux a lieu de juin à octobre, avec une baisse du débit moyen mensuel allant jusqu'à 0,764 m3 au mois d'août. 
À l'étiage, le VCN3 peut chuter jusque 0,190 m3, soit 190 litres par seconde, en cas de période quinquennale sèche.
Quant aux crues, les QIX 2 et QIX 5 valent respectivement 18 et 24 m3/s. Le QIX 10 est de 28 m3/s, le QIX 20 de 32 m3. 
Le débit instantané maximal enregistré durant cette période a été de 35,7 m3/s le 5 juillet 2001, soit une hauteur de 1,67 mètre. La valeur journalière maximale a été enregistrée le 6 janvier 1994 avec 26,3 m3/s.
Au total, la Soudaine est un cours d'eau abondant. La lame d'eau écoulée dans son bassin versant est de 753 millimètres annuellement, ce qui est très supérieur à la moyenne de la France entière tous bassins confondus (320 millimètres). Le débit spécifique de la rivière (ou Qsp) atteint ainsi le chiffre de 23,8 litres par seconde et par kilomètre carré de bassin.
Ces chiffres sont cependant à considérer avec prudence, compte tenu de la période d'observation limitée à seulement 15 ans, et que cette observation a désormais cessé.

### Communes et canton traversés
Les trois communes corréziennes traversées par la Soudaine : Saint-Hilaire-les-Courbes, Chamberet et Soudaine-Lavinadière, font toutes partie du canton de Treignac.